# Рубанов, Сергей Фёдорович
Серге́й Фёдорович Руба́нов (7 октября 1914, д. Жабыки Дубровенского района — 13 января 1987, Слуцк) — директор школы № 10 г. Слуцка, заслуженный учитель БССР (1957), кандидат педагогических наук (1969), герой Социалистического Труда. Награждён орденами Ленина, Трудового Красного Знамени, Отечественной войны I, II степени. Отец А. С. Рубанова .

## Биография
Родился в семье крестьянина. В 1930 году окончил Леднянскую семилетку, работал учителем, учился в Мстиславльском педагогическом техникуме. После его окончания работал в школах Слуцкого района и продолжал заочно учится в пединституте при БГУ. С 1939 по 1946 годы находился в Советской Армии. Участвовал в Финской и Великой Отечественной войнах. Участник обороны Ленинграда.
В 1948 году заочно окончил Московский государственный пединститут. С этого года и по январь 1987 — директор СШ № 10 города Слуцка.
С. Ф. Рубанов в составе делегации представителей народного образования был в Польше, Болгарии, ГДР, Англии. Он изучал состояние народного образования и преподавание математики, а затем выступал с сообщениями перед учителями школы и выражал свои мысли в статьях, опубликованных в журнале «Математика в школе» .
Умер в 1987 году, похоронен в Слуцке.

## Награды и звания
С. Ф. Рубанову первому из педагогов Беларуси присвоено звание Героя Социалистического Труда. Награждён орденами Ленина, Трудового Красного Знамени, Отечественной войны I, II степени, медалями. Заслуженный учитель БССР (1957). Кандидат педагогических наук (1969).

## Память

Могила Сергея Фёдоровича Рубанова на Слуцком кладбище

С 1988 года средняя школа № 10 г. Слуцка носит имя Сергея Федоровича Рубанова.